# Marta Lucía Ramírez
Marta Lucía Ramírez Blanco (Bogotà, 4 luglio 1954) è una politica e avvocata colombiana, dal 7 agosto 2018 al 7 agosto 2022 vicepresidente della Colombia.

## Biografia
Marta Lucía Ramírez nacque a Bogotà il 4 luglio 1954, prima di quattro fratelli, figlia di Álvaro Ramírez Suárez e Alba Blanco Venturoli. Studiò diritto presso l'Università Pontificia Javeriana e conseguì specializzazioni in diritto commerciale, alta direzione aziendale presso l'Università di La Sabana. Dal 1990 al 1991 fu direttrice dell'Istituto colombiano per il commercio estero, mentre dal 1991 al 1994 prese l'incarico di viceministro del commercio estero, insieme a Juan Manuel Santos.
Fu inoltre professoressa della facoltà di giurisprudenza presso l'Università del Rosario, l'Università delle Ande e l'Università Pontificia Javeriana.

### Governo Pastrana
Fu ministra del commercio estero per quasi tutto il governo di Pastrana e ambasciatrice in Francia tra febbraio e luglio del 2002. Come ministra del commercio estero, Marta Lucía Ramírez creò il programma "Colombia Compete", come strategia per migliorare la produttività del Paese.

### Governo Uribe Vélez
Durante il suo mandato da ministra della difesa dal 2002 al 2003 ebbe sotto il suo comando l'esecuzione di varie operazioni, nell'ambito della politica di sicurezza democratica dell'allora presidente Álvaro Uribe Vélez.
Il 12 agosto del 2002, Álvaro Uribe Vélez decretò lo stato di "conmoción interior", al fine di combattere il gruppo guerrigliero FARC-EP. Questo decreto suscitò preoccupazione per le organizzazioni per i diritti umani, le quali indicarono che avrebbe aggravato lo sfollamento forzato e la rappresaglia contro civili, aggravati dalla politica dei "soldati contadini" e dalla collaborazione civile, che violavano il diritto internazionale umanitario. Grazie a questo decreto, sono state create zone di riabilitazione e convivenza senza controllo giudiziario sulle azioni dei militari. Ciò portò alla persecuzione di organizzazioni sindacali, sociali e civili nei dipartimenti, come quello di Arauca, attraverso una strategia di guerra "antisovversiva" da parte della Forza Pubblica con l'uso di requisizioni, catture "preventive" senza ordine scritto e a tempo indeterminato, nonché perquisizioni senza controllo giurisdizionale.
Lei fu responsabile gerarchicamente dell'Operazione Orione nella quale agenti della forza pubblica, al comando dell'interrogato generale Mario Montoya Uribe, effettuarono una presa armata del Comune 13 di Medellín tra il 16 e il 17 ottobre del 2002, lasciando un bilancio di 92 dispersi (mentre secondo i dati delle ONG per i diritti umani, questa cifra sarebbe pari a 300), installando il paramilitarismo in questo settore del dipartimento di Antioquia e consolidando un patto di controllo territoriale con la criminalità organizzata. Questo rapporto è stato documentato ufficialmente in versioni libere di capi paramilitari, nei procedimenti della Sezione di Giustizia e Pace della Corte Superiore di Medellín, e nelle decisioni della Corte Interamericana dei Diritti Umani.

### Senatrice
È stata eletta senatrice dal Partito dell'Unità nazionale, di cui è diventata coordinatrice. Nell'ottobre del 2006 decise di guidare un dissenso, insieme ad altri senatori e al rappresentante alla Camera Nicolás Uribe. Il Consiglio di Stato della Colombia indagò su un'eventuale nullità della sua elezione a senatrice per la conclusione di contratti con enti pubblici entro sei mesi dalla data della sua elezione.
In base alla sua esperienza nei Ministeri del Commercio Estero e della Difesa, è stata eletta presidente della Seconda Commissione del Senato, incaricata di conoscere le questioni relative a Politica Internazionale, difesa nazionale, sicurezza, forza pubblica, trattati pubblici, servizi militari, commercio estero e integrazione economica.
Marta Ramírez partecipò alla Commissione accidentale sulle zone di frontiera, la quale fu creata di sua iniziativa con l'obiettivo di lavorare su uno Statuto Legale che cercava di incorporare e migliorare le disposizioni per lo sviluppo, promozione e sorveglianza delle zone di confine della Colombia.

## Candidature presidenziali
Marta Lucía Ramírez espresse la sua aspirazione a candidarsi alla presidenza della Repubblica per le elezioni del 2010. Nel marzo del 2009 presentò le dimissioni al Partito dell'Unità nazionale e successivamente si dimise dal suo seggio al senato, dichiarando di non trovare garanzie all'interno del partito per affrontare la candidatura di Juan Manuel Santos che accusò di usare la sua posizione come ministro della difesa per promuovere la sua candidatura. Nel 2010 è stata candidata alla presidenza, ma fu sconfitta da Noemí Sanín.
Nel gennaio del 2014 Marta Ramírez si ripresentò come candidata del Partito Conservatore alle elezioni del 2014, dove arrivò al terzo posto. Da allora si affermò come una figura vicina all'ex presidente Álvaro Uribe Vélez ed è stata una dura critica del governo di Juan Manuel Santos,ed è stata un'oppositrice del modo in cui si stava svolgendo il processo di pace con le FARC-EP. Nel 2015 sostenne il candidato di destra Enrique Peñalosa nelle elezioni per il sindaco di Bogotà, cosa che rafforzò la sua immagine e fu una vittoria politica importante per lei. Attualmente Marta Lucía Ramírez è una dei leader del Partito Conservatore.
L'11 marzo del 2018, Marta Ramírez fu sconfitta da Iván Duque alle elezioni presidenziali del 2018. Lo stesso giorno fu annunciato che lei sarebbe stata la formula vicepresidenziale del presidente eletto.

## Controversie

### Legame con il narco paramilitare "Memo Fantasma"
Il 2 giugno del 2020, il sito InsightCrime rivelò che Marta Ramírez e suo marito acquistarono nel 2006 un lotto a Bogotà dal narcotrafficante Guillermo León Acevedo, con pseudonimo Memo Fantasma. Lei denunciò l'autore dell'indagine, il giornalista Jeremy McDermott, per aver pregiudicato "il suo diritto all'integrità morale, al buon nome, alla dignità e all'onore". La denuncia è stata resa nota il 28 giugno dello stesso anno a seguito di un comunicato del Comitato per la protezione dei giornalisti. Il 29 giugno, la stessa Ramírez annunciò che avrebbe ritirato la denuncia. In un'intervista al programma radiofonico La W riconobbe che suo marito aveva fatto affari con Acevedo, ma ribadì che non sapeva che questo fosse un delinquente e che quando successe non era ancora ministra della difesa.

### Arresto e condanna di suo fratello per traffico di droga
L'11 giugno del 2020, il sito La Nueva Prensa rivelò che suo fratello, Bernardo Ramírez Blanco, è stato condannato negli anni 1990 a 57 mesi di carcere per traffico di droga. Fu catturato a nord di Miami, nel luglio del 1997. Il 24 luglio dello stesso anno, Marta Lucía Ramírez si presentò alla Corte del Sud della Florida insieme al marito Álvaro Rincón per intercedere per suo fratello. Questi fecero da debitori solidali della cauzione di 150 mila dollari affinché Bernardo Ramírez Blanco potesse essere liberato. L'11 giugno del 2020 lei rilasciò una dichiarazione in cui affermò che "Il suo errore [di suo fratello] è costato molti anni di sofferenza alla nostra famiglia e a lui". Lo stesso giorno il presidente Iván Duque pubblicò su Twitter un commento in cui descrisse il caso come una "tragedia" per la famiglia Ramírez Blanco, in cui affermava che "[lei] ha servito il Paese con onore e dedizione patriottica" e usò l'hashtag #ApoyoALaVice (appoggio alla vice).

### False partenze come vicepresidente
Durante la sua gestione come vicepresidente della Colombia, sono state diverse le sue frasi che hanno causato disagio tra i colombiani. Tra le più importanti si ricorda il riferimento al fatto che le persone non potevano "prestare attenzione" allo Stato, durante l'inizio dei confinamenti per la Pandemia del COVID-19.